# Batterieelektrisches Fahrzeug

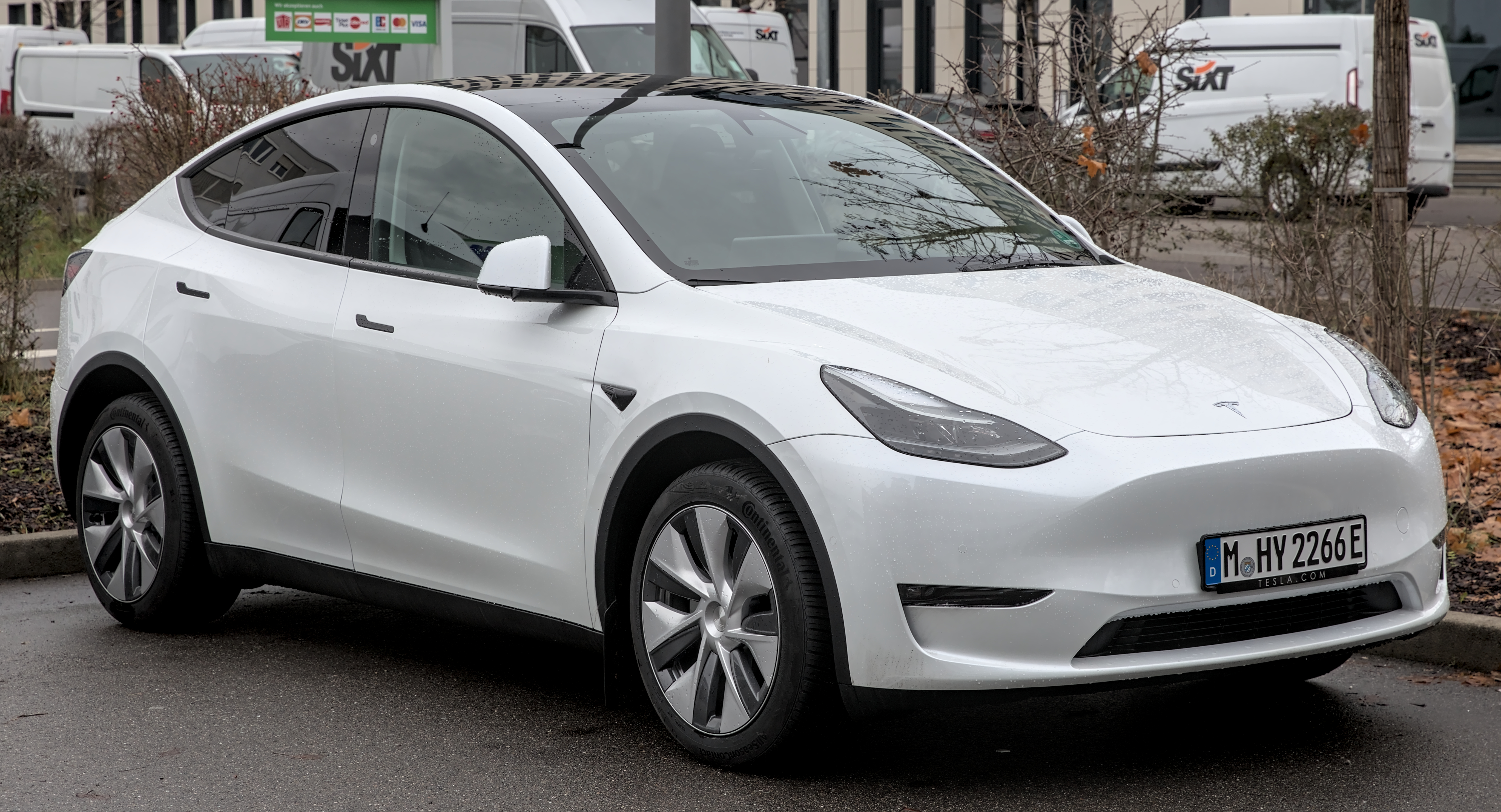
Das Tesla Model Y war 2023 das meistverkaufte Auto weltweit

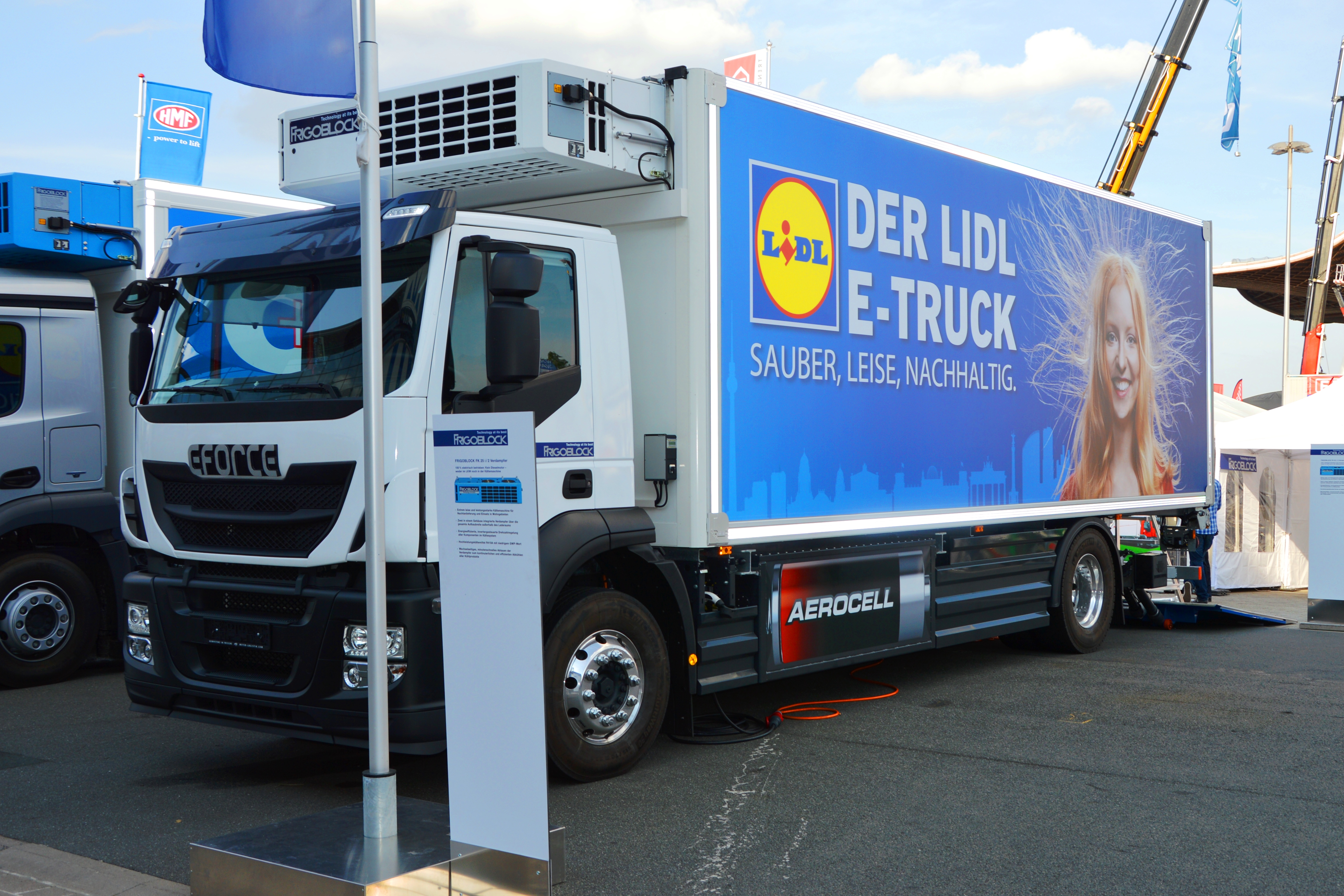
Elektrolastkraftwagen e-Force One

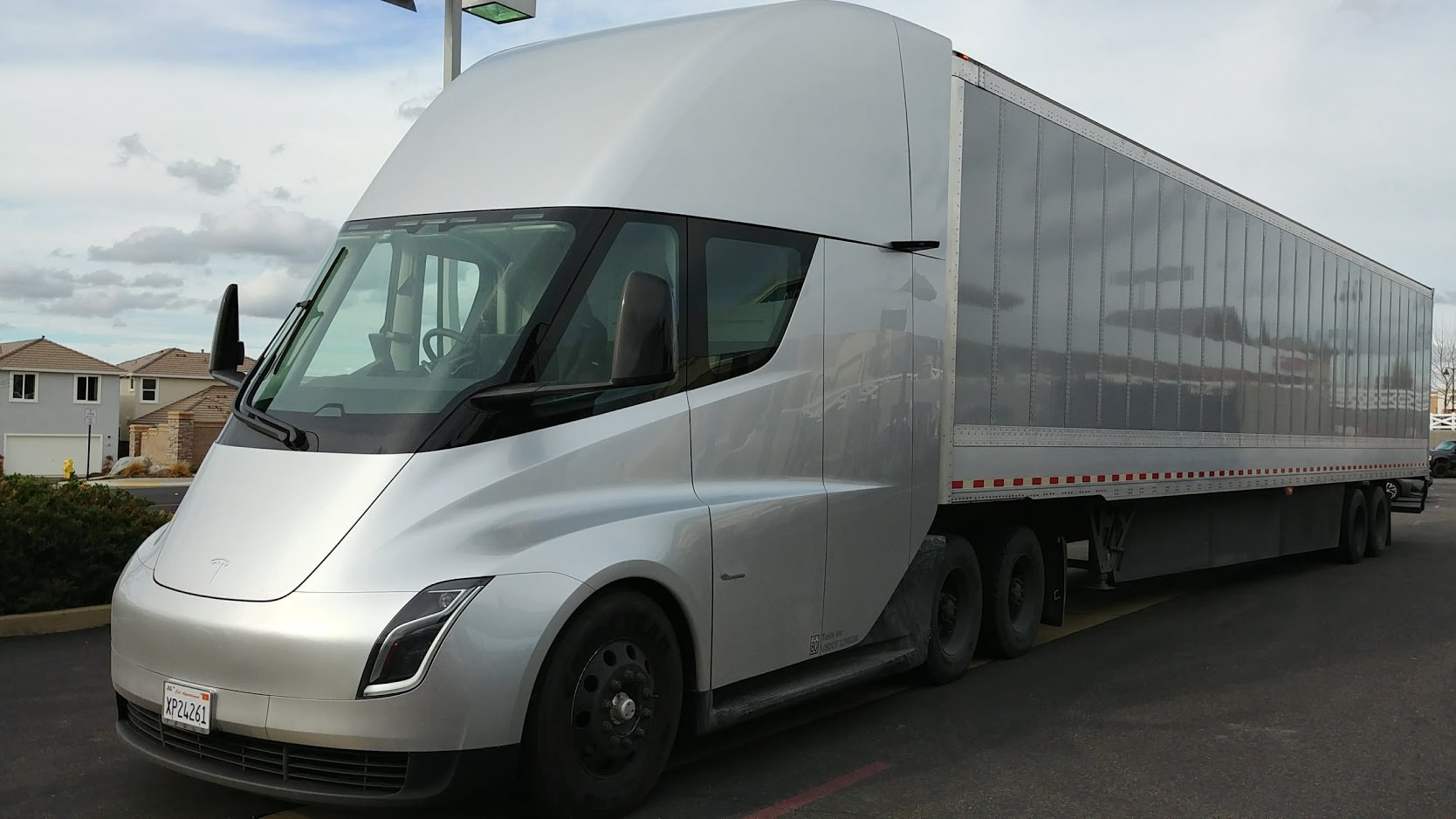
Tesla Semi

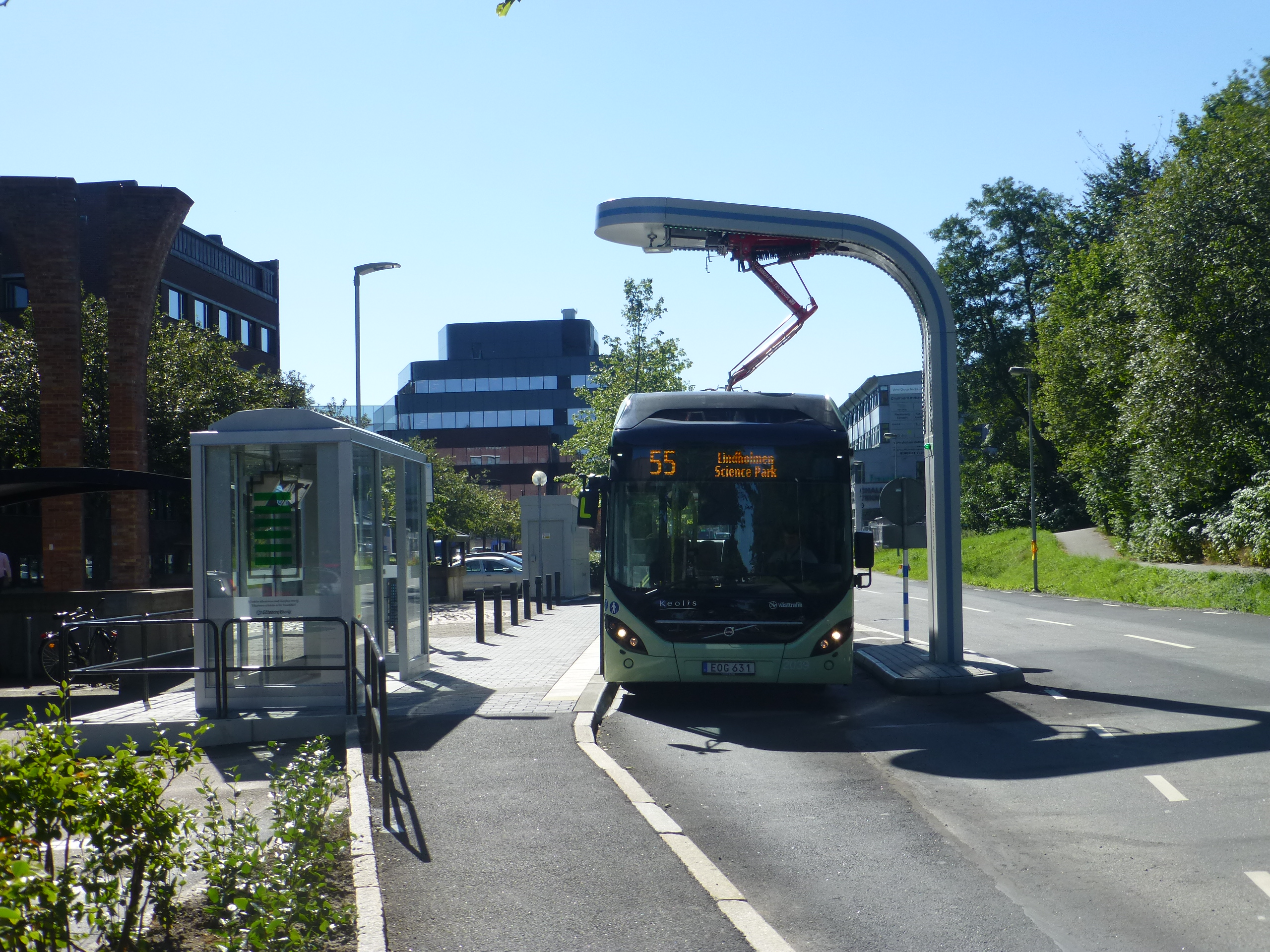
Batteriebus an einer Ladestation

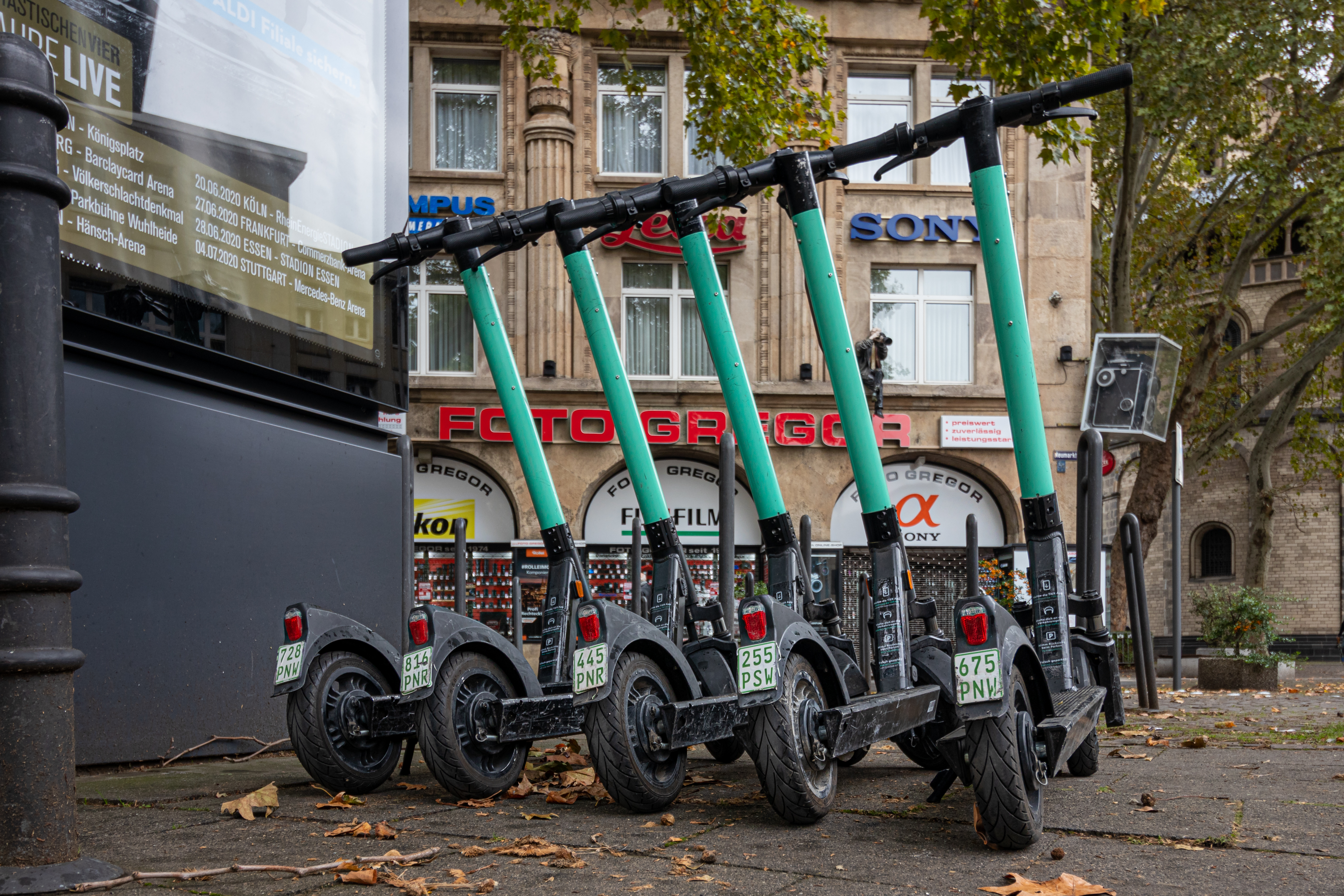
Leih-E-Scooter in Köln

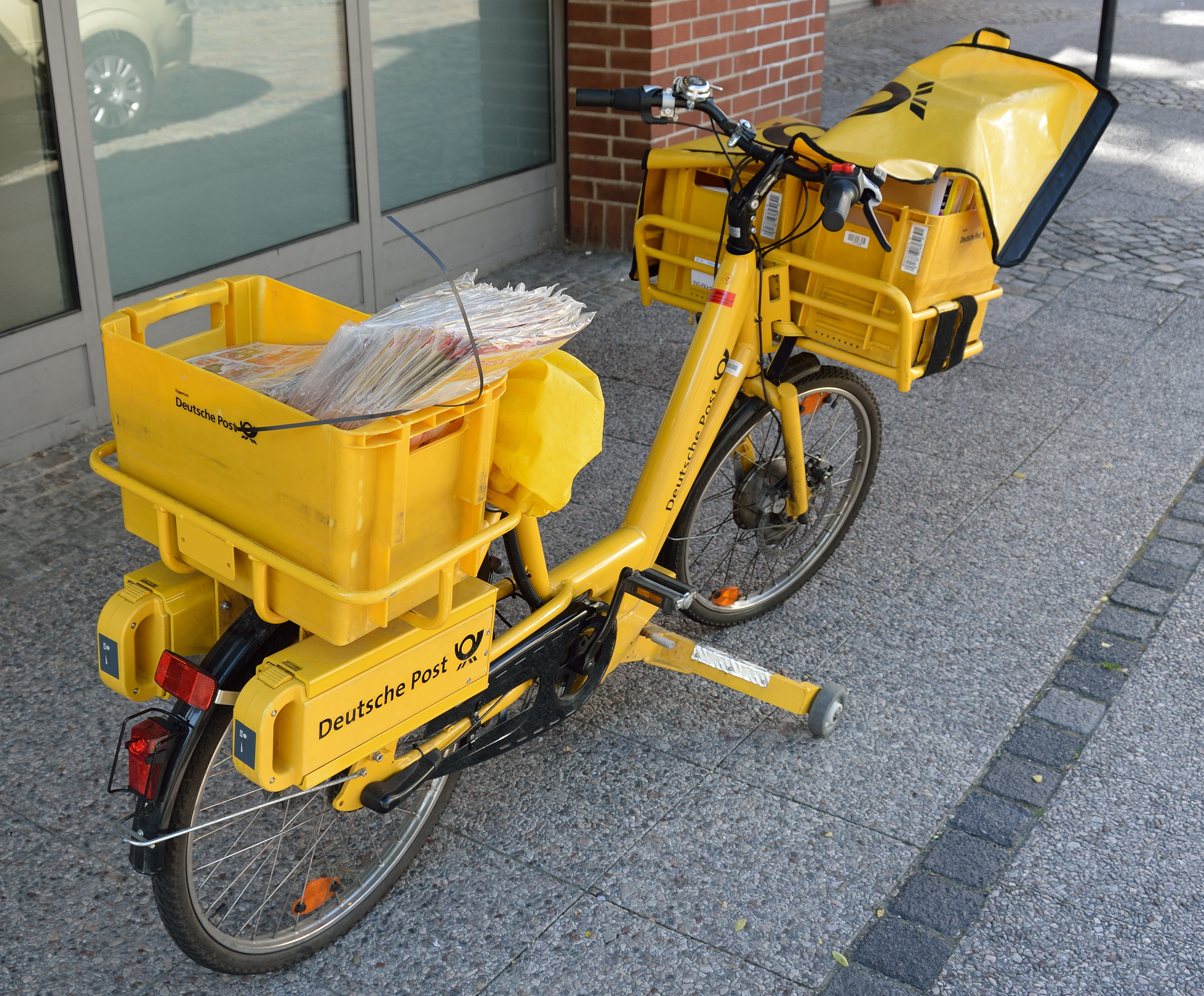
Elektrofahrrad der Deutschen Post

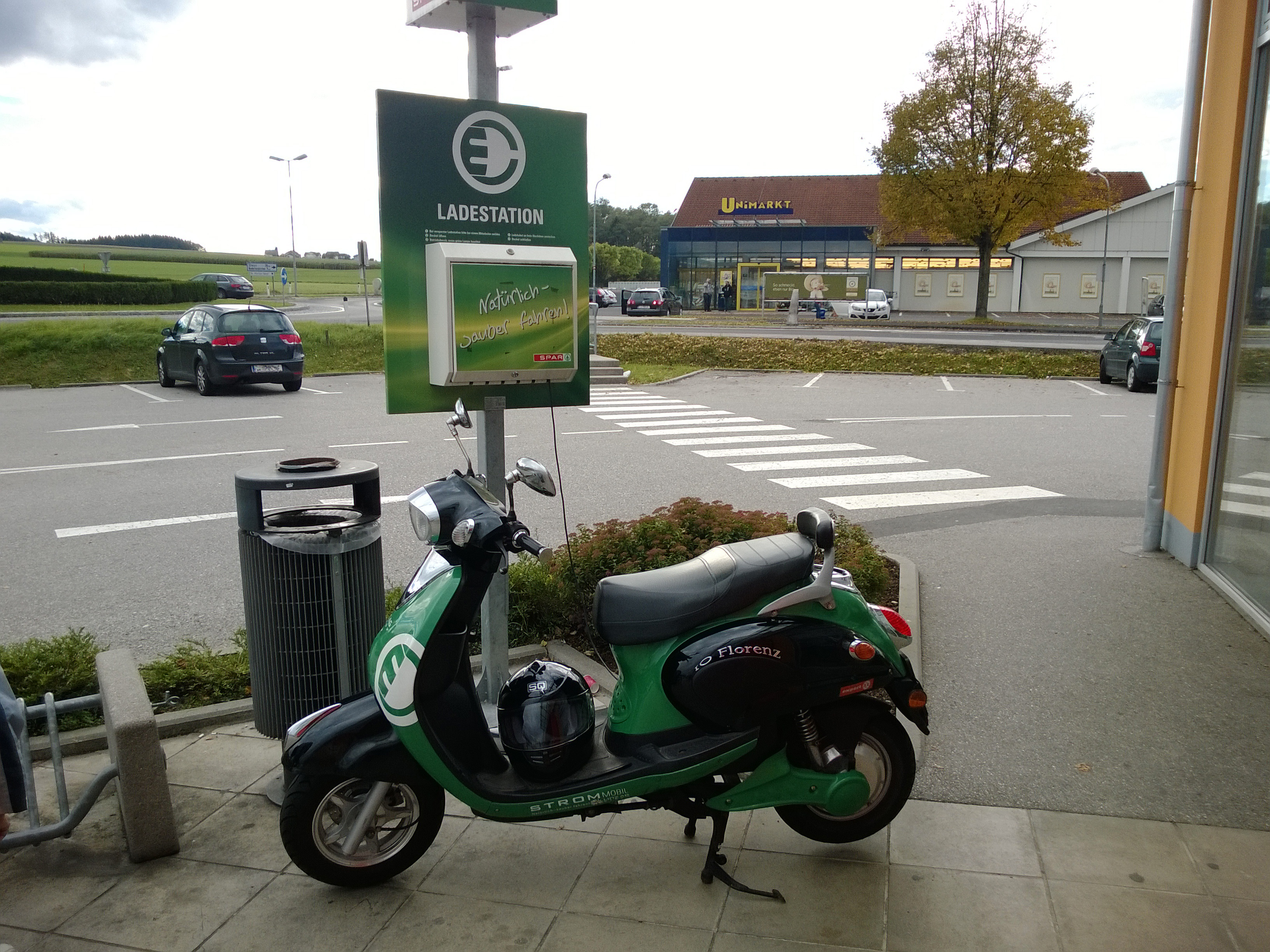
Elektromotorroller

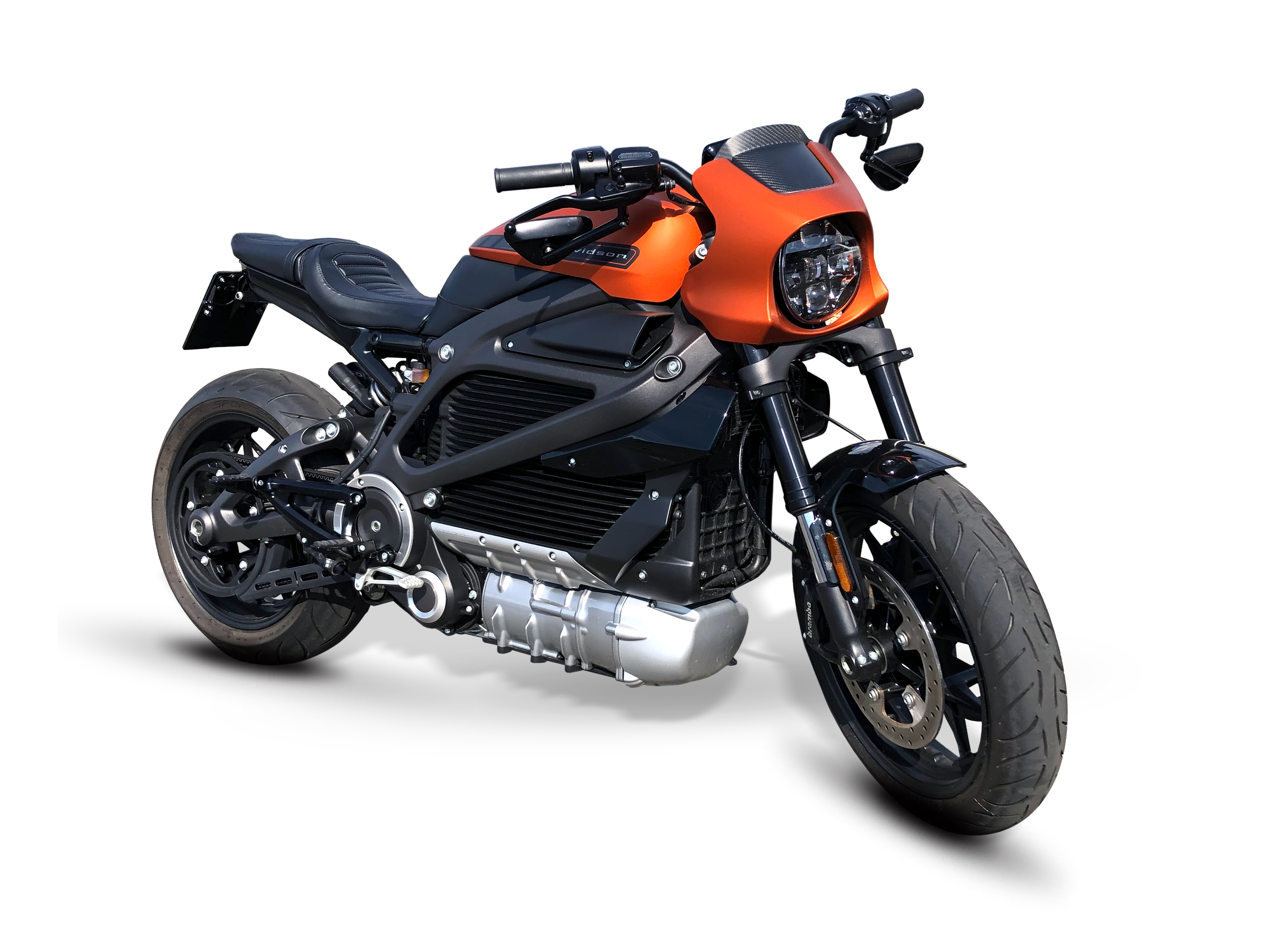
Elektromotorrad Harley-Davidson LiveWire

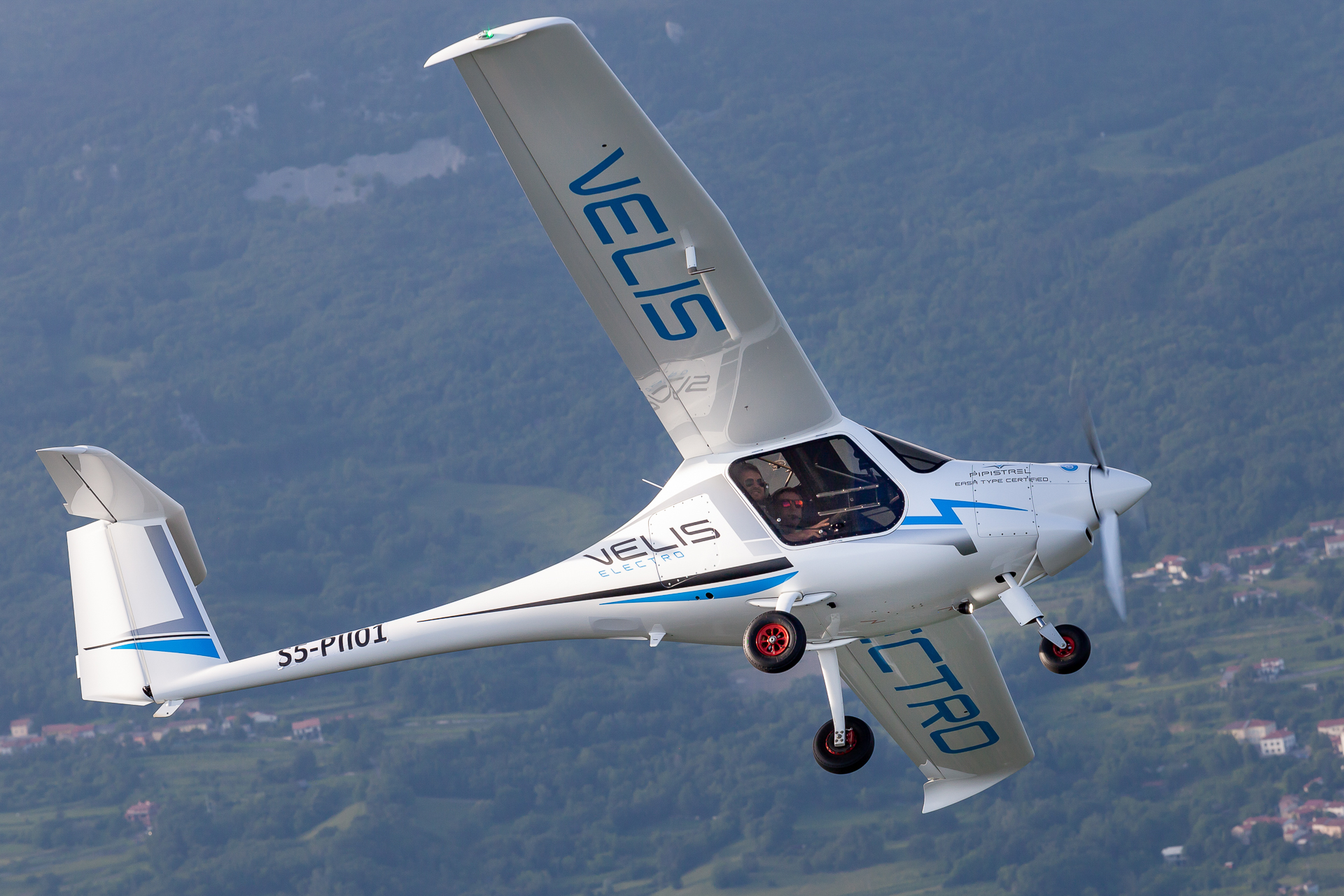
Elektroflugzeuge mit Typzulassung seit 2020

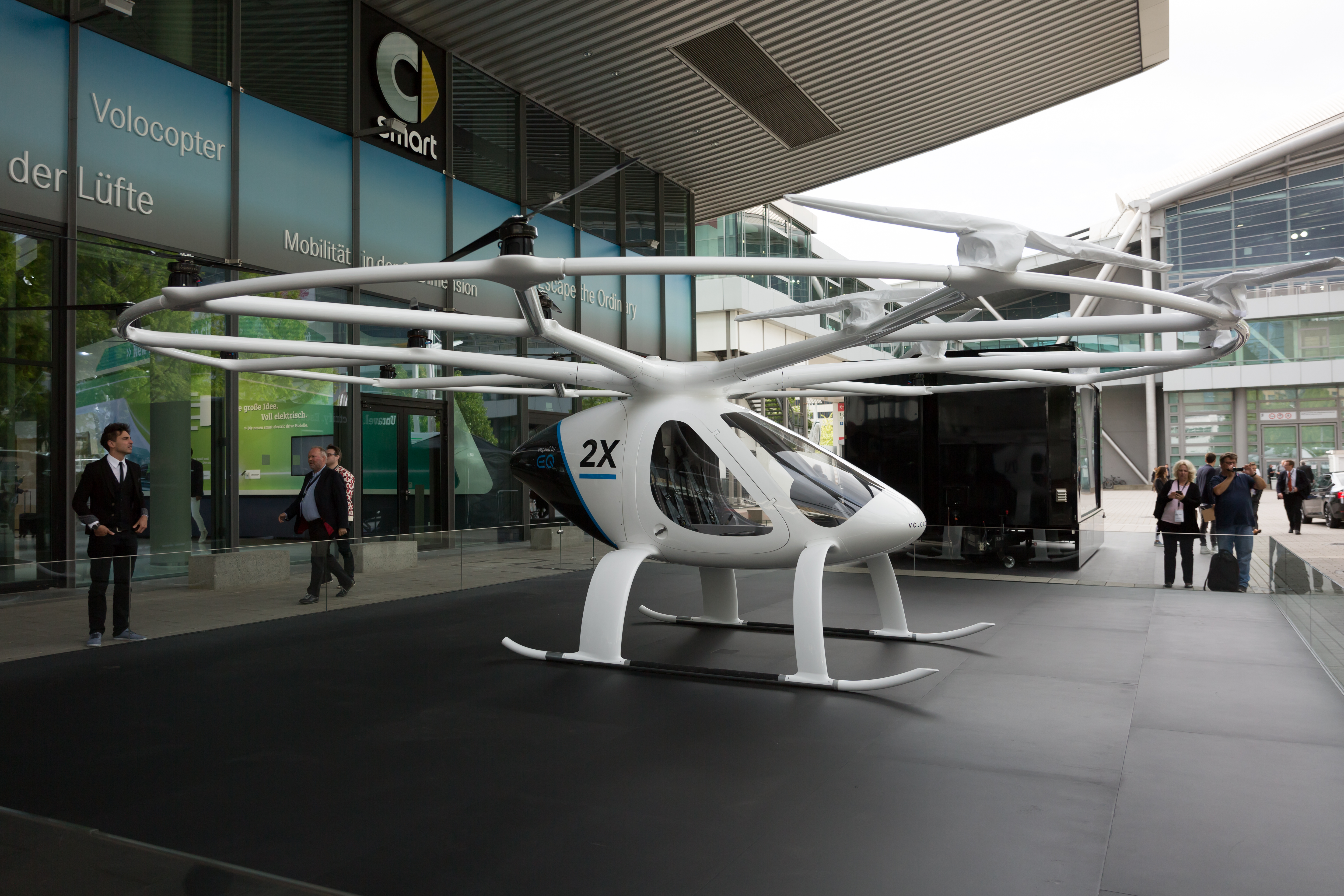
Volocopter 2X

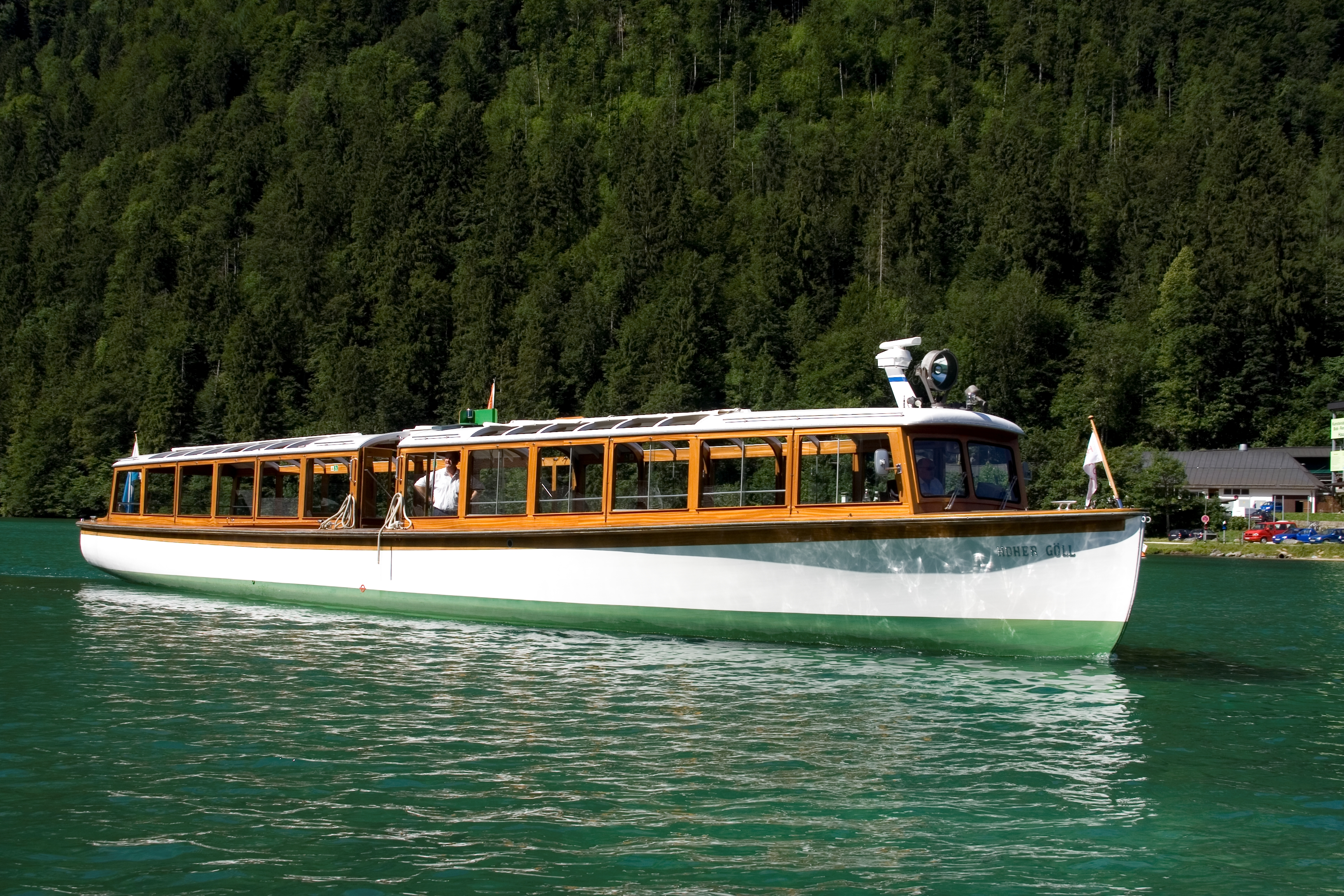
Bereits seit 1909 fahren solche Elektroschiffe auf dem Königssee (Bayern).

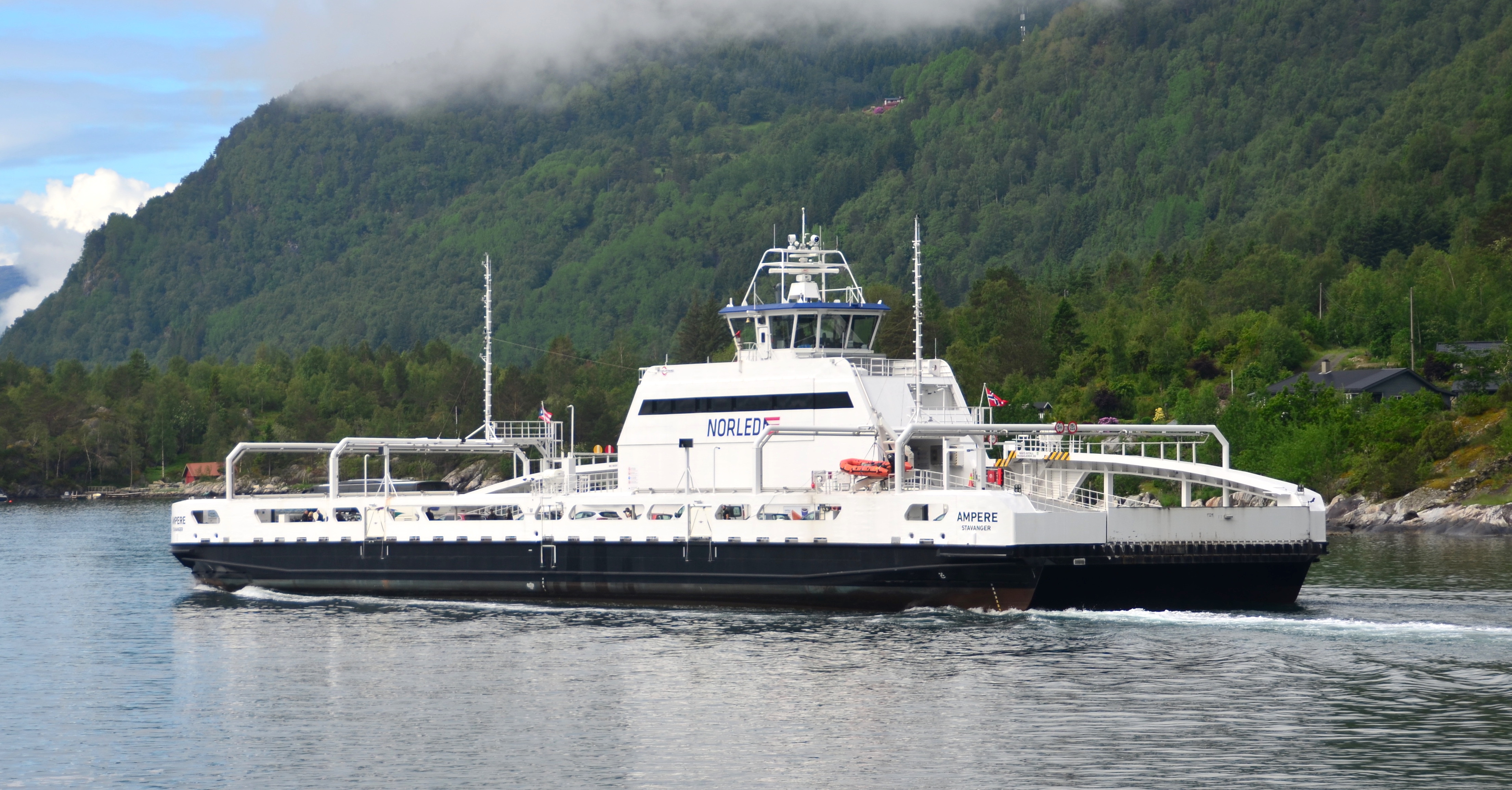
Elektro-Fähre Ampere in Norwegen

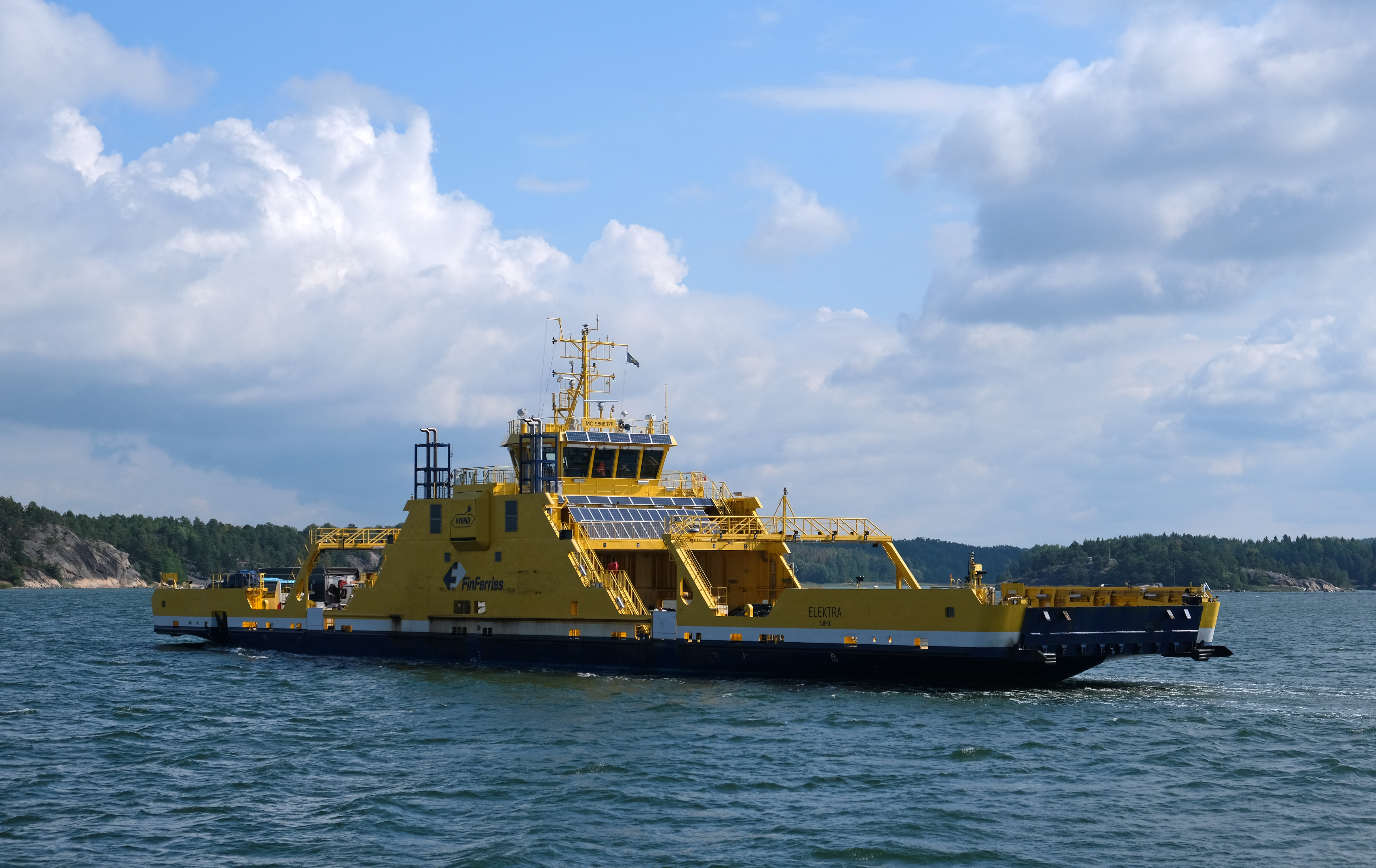
Elektra Elektro Fähre in Finnland

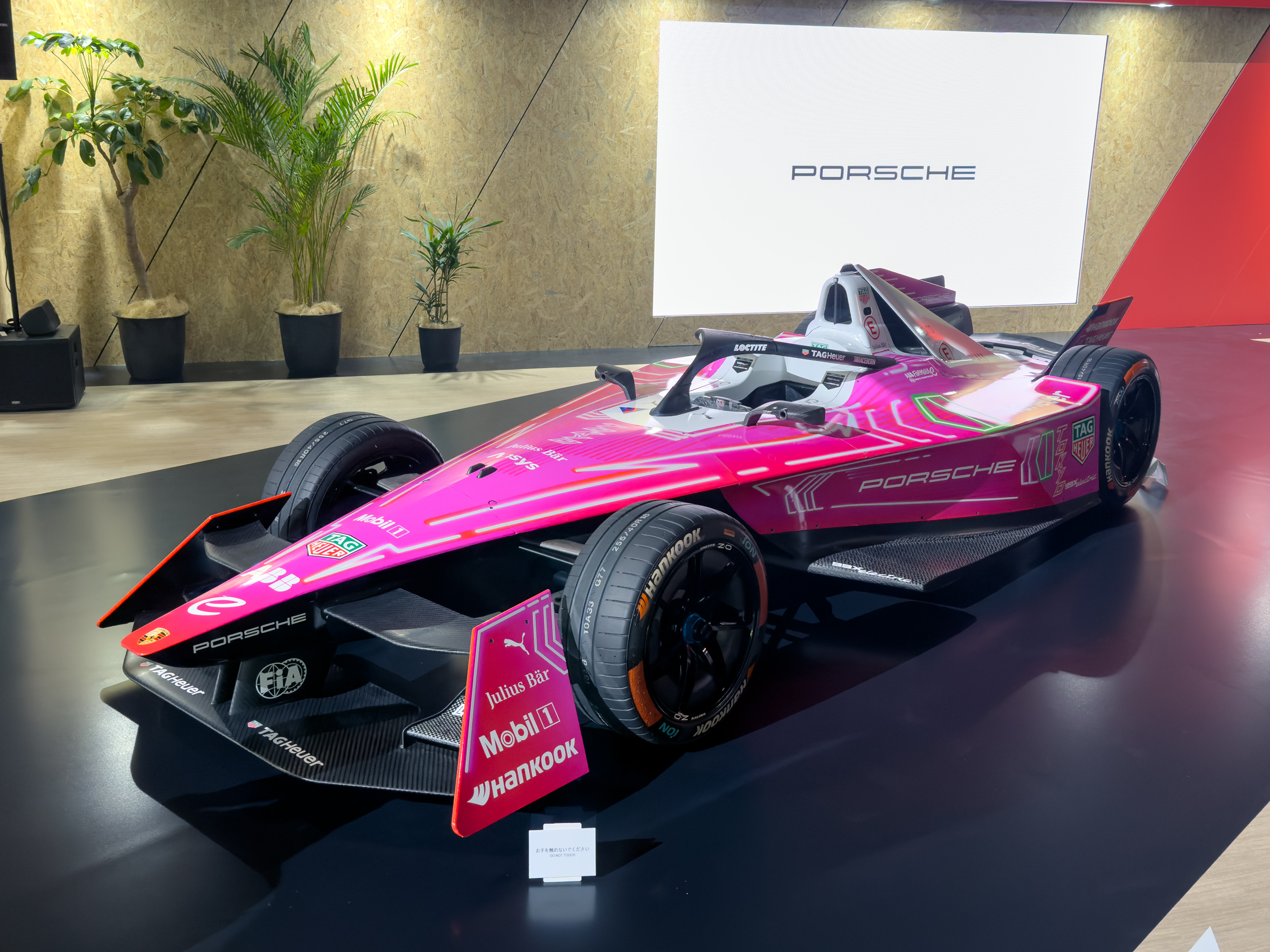
Formel-E-Rennwagen der 3. Generation

Ein batterieelektrisches Fahrzeug (englisch battery electric vehicle, kurz BEV) ist ein Elektrofahrzeug, das nur einen Elektromotor zum Antrieb und eine Antriebsbatterie als Energiespeicher benutzt. Sie benötigen einen Ladeanschluss für die Zuführung elektrischer Energie, gewöhnlich aus dem öffentlichen Stromnetz. Moderne Elektroautos beinhalten eine Leistungselektronik und ein Batteriemanagementsystem, das über Rekuperationsbremsen die Reichweite erhöht.
Die batterieelektrischen Fahrzeuge oder vollelektrischen Fahrzeuge sind eine Teilklasse der Elektromobilität, die im Rahmen der Antriebswende und Energiewende staatlich gefördert wird. In den unterschiedlichen rechtlichen Definitionen emissionsfreier Fahrzeuge (Zero Emission Vehicle) und alternativer Antriebe (New Energy Vehicle) werden die BEV abgegrenzt von Plug-in-Hybrid-Fahrzeugen (PHEV) und Brennstoffzellenfahrzeugen (FCEV). Die Elektromobilität umfasst nicht nur Kraftfahrzeuge im Verkehr, sodass bei Beschränkung auf eine Antriebsbatterie allgemeiner von batterieelektrischer Mobilität gesprochen wird.

## Geschichte
Die Geschichte des Elektroautos zeigt, dass batterieelektrische Fahrzeuge zu Ende des 19. Jahrhunderts verbreitet waren, bis sie ab 1900 wieder verdrängt wurden. Die dann verbreiteten Verbrennungsmotoren erzeugten jedoch Umweltprobleme, sodass sich staatliche Maßnahmen zur Luftreinhaltung etablierten. Neben der Abgasreinigung wurde erkannt, dass es auch emissionsfreie Fahrzeuge mit alternativen Antrieben gibt. Dies führte im "Zero Emission Mandate" von 1990 zur Definition der Zero Emission Vehicle (Kalifornien) durch das California Air Resources Board (CARB). Im "Mandate" (Anordnung, Regierungsauftrag) werden den Autoherstellern Zielvorgaben für den Absatz bestimmter Fahrzeugklassen gemacht. Das Konzept für den General Motors EV1 führte den Gesetzgeber darauf zu fordern, dass ab 1998 zwei Prozent der Fahrzeuge in Kalifornien emissionsfrei sein sollten. Die ab 1996 verfügbaren Fahrzeuge wurden jedoch 1999 zurückgerufen. Von anderen Herstellern in dieser Zeit entwickelte batterieelektrischen Fahrzeuge (BMW E1, Swatch-Mobil) wurden nicht zur Marktreife geführt. Der Gesetzgeber änderte dann die Vorgaben, womit Fahrzeuge mit Hybridmotoren das Ziel emissionsfreien Betriebs erfüllten (Toyota Prius).
Mit der Entwicklung neuerer batterieelektrischer Fahrzeuge ab 2008 (Tesla Roadster) führte 2012 zum "Advanced Clean Cars Program" des CARB, in dem drei Klassen emissionsfreier Fahrzeuge benannt werden (BEV, PHEV, FCEV), die gefördert werden. Der Absatz von Elektrofahrzeugen wird in diesen Definitionen anschließend erfasst und veröffentlicht. Die amerikanische EPA und europäische EEA weisen die batterieelektrischen Fahrzeuge ebenfalls in ihren Statistiken separat aus.

## Batterieelektrische Mobilität
Die verschiedenen Fahrzeugenklassen neben dem Kraftverkehr haben teils unabhängige Entwicklungen genommen. Gemeinsamer Treiber ist die Geschichte der Antriebsbatterie, die durch Erfindungen und Verbesserungen der Akkumulatortypen vorangetrieben wurde.

### Straßenverkehr
Im Jahr 2024 wurden weltweit 10,4 Millionen reine Elektroautos neu zugelassen. China ist der absolut dominierende Markt (siehe Marktentwicklung von Elektroautos nach Ländern). Elektroautos erreichen mittlerweile Reichweiten von bis zu 1000 km mit einer Akkuladung (siehe Reichweite bei Elektroautos). Elektroautos können mittlerweile in 10 Minuten von 10 auf 80 Prozent aufgeladen werden (siehe Laderate). Die Anschaffungskosten von Elektroautos sind häufig günstiger als vergleichbare Verbrenner (siehe Anschaffungskosten bei Elektroautos). Die Energiekosten bei Elektroautos sind häufig 50 Prozent und mehr günstiger als bei Verbrennern (siehe Energiekosten bei Elektroautos) Die Lebensdauer von Elektroautos inklusive Akku ist vergleichbar mit Verbrennern (siehe Lebensdauer von Elektroautos).
Elektrolastkraftwagen gibt es in verschiedenen Gewichtskategorien und mit verschiedenen Arten der Energieversorgung. In Förderprogrammen wie die "Advanced Clean Cars Program" werden verschiedene Fahrzeugenklassen genannt, deren Absatz gefördert werden sollen. So soll insbesondere der innerstädtische Lieferverkehr bis 2035 vollständig emissionsfrei werden. Die Lieferwagen (Delivery Truck, light-duty vehicle) werden dabei von schwereren Fahrzeugen (heavy-duty vehicle) abgegrenzt, zu denen dann auch Batteriebusse zählen.
Nicht von den Förderungen für Elektroautos betroffen sind andere Fahrzeugtypen, die allgemeiner im Rahmen der Verkehrswende beachtet werden. Dazu gehören
Leichtelektromobile (z. B. CityEL, Sam, Twike, Renault Twizy), die Elektromotorroller und Elektromotorräder, der Bereich der E-Tretroller und die E-Bikes (insbesondere die Pedelecs, die trotz Motor als Fahrrad zählen).

### Andere
Im Schienenverkehr gibt es Akkumulatortriebwagen, die hier abgegrenzt werden zu Elektrolokomotiven unter Oberleitung und den dieselelektrischen Antrieben (die frühere Dampfloks ersetzt haben).
Im Luftverkehr werden Elektroflugzeuge entwickelt (z. B. Pipistrel Velis Electro von 2020). Von vorneherein elektrisch sind dabei neue Typen Multicopter (siehe eVTOL). Elektrische autonome Flugtaxis sind in der Erprobung oder als Drohnen im Einsatz. Beispiele dafür sind Volocopter, Lilium Jet, EHang, CityAirbus, Boeing Passenger Air Vehicle.
Im Schiffsverkehr gibt es verschiedene Wasserfahrzeug mit Elektroantrieb. Neben der Nische einiger Ausflugsschiffe werden die Elektrofähren entwickelt (z. B. ab 2015 Ampere in Norwegen, 2017 Elektra in Finnland, 2025 Frisia E-1 nach Norderney). Dabei hat die Bauweise als Katamaran mehr Vorteile als mit Dieselantrieb.
Zu weiteren elektrisch angetriebenen Fahrzeugarten gehören Elektromobile, Elektrorollstühle, E-Karts, Elektrokarren, Golfmobile und Elektrostapler.

## Antriebsbatterie
Der Akkumulator in einem batterieelektrischen Fahrzeug ist einer der zentralen Bauteile. Über den Akkumulator wird hauptsächlich die Reichweite, die Ladedauer und der Preis des Fahrzeugs bestimmt.
In jüngster Zeit wurden große Fortschritte in der Akkumulatorentechnik erzielt, insbesondere bei den Kosten der Akkus. Mit einer Verdopplung der Produktion sinken die Akkupreise um ca. 6–9 %. Lagen die Kosten 2007 noch bei mehr als 1000 $/kWh, konnten große Elektroautohersteller im Jahr 2014 ihre Akkus bereits zu Kosten von ca. 300 $/kWh kaufen. Es wird davon ausgegangen, dass Elektroautos ab Akkukosten von ca. 150 $/kWh wirtschaftlich mit herkömmlichen Autos mit Verbrennungsmotor konkurrieren können. Im Juli 2024 lag der Preis für Lithium-Eisenphosphat-Akkumulatoren in China bei 53 USD pro kWh. Dadurch sind zu diesem Zeitpunkt 2/3 der Elektroautos in China, dem weltweit größten Automarkt, günstiger als vergleichbare Autos mit Verbrennungsmotor. Ebenso haben Zyklenfestigkeit und Lebensdauer so zugenommen, dass die Akkus heute für ein Autoleben ausreichen. Als Energiespeicher haben sich bis 2024 vor allem Lithium-Ionen-Akkumulatoren der Typen Nickel-Mangan-Cobalt (NMC) und Lithium-Eisenphosphat (LFP) durchgesetzt. Als preisgünstige und umweltfreundliche Alternative werden immer häufiger Natrium-Ionen-Akkumulatoren genutzt. Zudem kommen im häufiger Festkörperakkumulatoren zum Einsatz.

## Besonderheiten
Batterieelektrische Elektroautos (einschließlich -lastkraftwagen und -leichtmobile) haben besondere Merkmale, die sich regelmäßig durch die lokale Emissionsfreiheit, Größe der Batterie und Energiebezug aus dem Stromnetz ableiten. Dabei gibt es einen gestuften Übergang zu Plugin-Hybriden mit Verbrennungsmotor - so kann ein batterieelektrisches Modell mit einem Reichweitenverlängerer (Range Extender) ausgestattet sein, einem reduzierten Verbrenner, der als Generator elektrische Energie ins Grundmodell einspeist. Ein zusätzlicher Verbrennungsmotor kann über eine Getriebe auch direkt für Vortrieb sorgen - wenn dies über ein Planetengetriebe erfolgt, erlaubt diese auch eine optimierte Lastverteilung zum Elektromotor (z. B. Toyota Prius). Und umgekehrt kann der Elektromotor und Batterie reduziert werden, wobei ein Mild-Hybrid nur wenig mehr als die Nutzbremse (Rekuperation) unterstützt. Der kalifornische Gesetzgeber hat hierzu 2022 in der „Advanced Clean Cars II“ Regelung eine Untergrenze von etwa 50 Meilen (80 Kilometern) festgelegt, die ein Fahrzeug rein elektrisch zurücklegen können muss, um als emissionsfrei gefördert werden zu können. Diese Reichweite entspricht der Auslegung einiger batterieelektischer Leichtelektromobile für die reine Nutzung im Stadtverkehr (z. B. Opel Rocks Electric).

### Reichweitenangst und Schnellladenetz
Da batterieelektrische Modelle nicht auf das gewachsene Tankstellennetz zurückgreifen können, muss der Verkauf auf eine emotionale Sorge eingehen, die als Reichweitenangst bezeichnet wird. Bis Anfang der 2020er Jahre stellten daher Plugin-Hybride den Großteil des Absatzes an Elektroautos. Der Ausbau öffentlicher Stromtankstellen wird als Gegenmaßnahme politisch gefördert und der Ausbau statistisch erfasst, siehe Ladesäulenverordnung. Die zeitaufwändigen Ladevorgänge werden mit hohen Ladeströmen reduziert, einschließlich Megawatt Charging System, die im Verbund mit Schnellladenetzen die effektive Reisegeschwindigkeit wenig reduziert (Pionier Tesla Supercharger).

### Emissionsfreiheit
Primärer Vorteil von Elektrofahrzeugen gegenüber Verbrennerfahrzeugen ist die lokale Abgas-Emissionsfreiheit. Für eine ganzheitliche Lebenszyklusanalyse sind dagegen zahlreiche weitere Emissionen und Verbräuche zu berücksichtigen, zum Beispiel neben denen der Energieerzeugung und -bereitstellung (Graue Energie) diejenigen der Produktherstellung und -Entsorgung. Die maximale Emissionsreduzierung ist dabei an die Verwendung von erneuerbaren Energiequellen gebunden. Allerdings bewirken batterieelektrische Fahrzeuge bereits bei Nutzung des durchschnittlichen europäischen Strommix einen bei weitem geringeren Ausstoß von Kohlenstoffdioxid als herkömmliche Fahrzeuge mit Verbrennungsmotor. Nach einer Studie 2015 lagen dann die Treibhausgas-Ersparnisse bei 44 bis 56 % in der einfachen Well-to-Wheel-Betrachtung bzw. 31 bis 46 % mit Herstellung des Batteriepacks. Elektrofahrzeuge emittieren demnach für den Fahrbetrieb weniger Kohlenstoffdioxid, bei ihrer Herstellung jedoch mehr. Eine 2010 veröffentlichte Studie des interdisziplinären EMPA-Forschungsinstituts des Bereichs Materialwissenschaften und Technologie der Eidgenössischen Technischen Hochschule Zürich (ETH) kam zu dem Ergebnis, dass bei Elektroautos etwa 15 % der gesamten Umwelteinflüsse auf die Herstellung der Akkumulatoren entfallen (siehe Umweltbilanz von Elektroautos).

### Fahrgeräusch
Elektrofahrzeuge sind bei niedrigen Geschwindigkeiten so geräuscharm, dass Fußgänger und Radfahrer sie leicht überhören können. Das gewohnte Geräusch eines Verbrennungsmotors fehlt zur Orientierung. Daher schreibt die EU seit 2014 vor, dass neue Elektro- und Hybrid-Kraftfahrzeuge mit einem Acoustic Vehicle Alerting System (AVAS) ausgestattet sein müssen. Dieses System erzeugt bis zu einer Geschwindigkeit von 20 km/h Geräusche, die denen von Benzin- oder Dieselfahrzeugen ähneln. Bei höheren Geschwindigkeiten wird das Rollgeräusch der Reifen hörbar.

### Brandschutz
Zu Antriebsbatterien ist bekannt, dass Fahrzeugbrände mit Beteiligung der Batterien vorkommen können und schwierig zu bekämpfen sind. Statistische Daten lassen darauf schließen, dass E-Autos deutlich seltener brennen als Fahrzeuge mit Verbrennungsmotor. Einzelfälle brennender Elektroautos erzielen derzeit hohe mediale Aufmerksamkeit, sind jedoch angesichts von insgesamt jährlich ca. 15.000 Fahrzeugbränden allein in Deutschland kein Hinweis auf eine besondere Brandgefahr. Auch das Laden der Fahrzeuge in Parkhäusern und Tiefgaragen stellt bei sachgemäßer Elektroinstallation keinen zusätzlichen Risikofaktor dar.

### Rückspeisung und V2G
Große Batterien machen es möglich, die gespeicherte elektrische Energie am Energiemarkt anzubieten. Die Versorgungssicherheit und die Einspeisung Erneuerbarer Energien wird im Rahmen der Energiewende politisch gefördert. Dazu wird das Batteriemanagementsystem und der Ladepunkt im Vehicle to Grid (V2G) Funktionen erweitert, dass eine Integration des Fahrzeugs in die Energieinfrastruktur schafft.
Die Rückspeisung der gespeicherten Energie funktioniert auch mit der Pufferbatterie einer PV-Anlage, dann Vehicle to Home (V2H) genannt. Zusammen mit anderen Formen der Rückspeisung vom Fahrzeug fasst man die verwandten technischen Lösungen unter "V2X" zusammen.

### Hochvoltsystem und Reparaturkosten
Die großen Batterien von batterieelektrischen Fahrzeugen benötigen lange Ladezeiten, wobei man zur Erhöhung der Ladegeschwindigkeit bevorzugt die Voltzahl anheben, und zu Hochvoltsystemen kommt. Die Elektroautos der 2010er Jahr setzten dabei auf etwa 400 V Bordspannung, und man begann in den 2020er Jahren diese auf 800 V bis 1000 V anzuheben. Die Normung etwa für Ladeanschlüsse sieht auch eine weitere Anhebung auf 1250 V bis 1500 V voraus.
Ein wesentlicher Nachteil der Hochvoltsysteme ist, dass Werkstätten dafür ausgerüstet sein müssen, und die Mitarbeiter in der Kfz-Industrie eine zusätzliche Ausbildung benötigen. Die ursprüngliche Erwartung, dass batterieelektrische Elektroautos aufgrund weniger Verschleißteile geringe Wartungskosten haben, hat sich durch die notwendige Spezialisierung der Werkstätten anfänglich nicht erfüllt. 2023 lagen die Reparaturkosten zwischen einem Drittel höher, bei Tesla bis zum Doppelten im Vergleich zu herkömmlichen Kraftfahrzeugen. Durch das hohe Gewicht der Batterie verschleißen Reifen und Bremsen etwa doppelt so schnell.